# Northwood (Pennsylvanie)
Pour les articles homonymes, voir Northwood.
Northwood est une census-designated place située dans le comté de Blair, dans le Commonwealth de Pennsylvanie, aux États-Unis. Sa population s’élevait à 296 habitants lors du recensement de 2010.